# Anthurium nymphaeifolium
Anthurium nymphaeifolium là một loài thực vật có hoa trong họ Ráy (Araceae). Loài này được K.Koch & C.D.Bouché miêu tả khoa học đầu tiên năm 1853.

## Hình ảnh

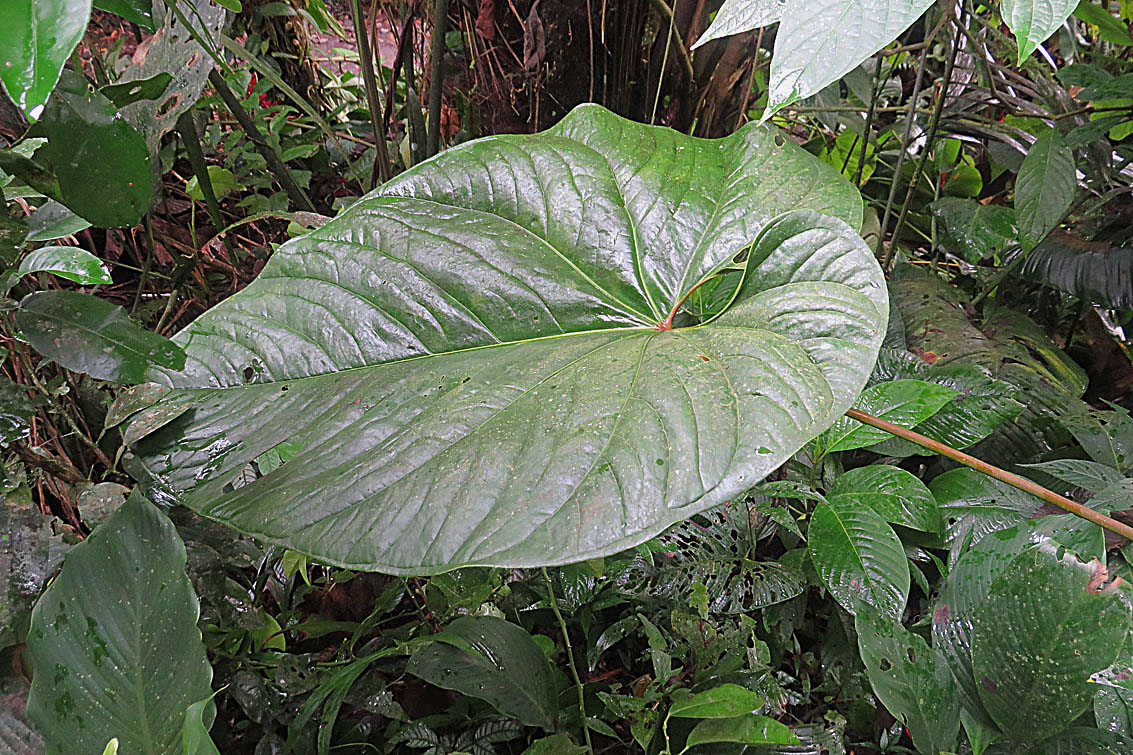